# Batalla de Brunkeberg

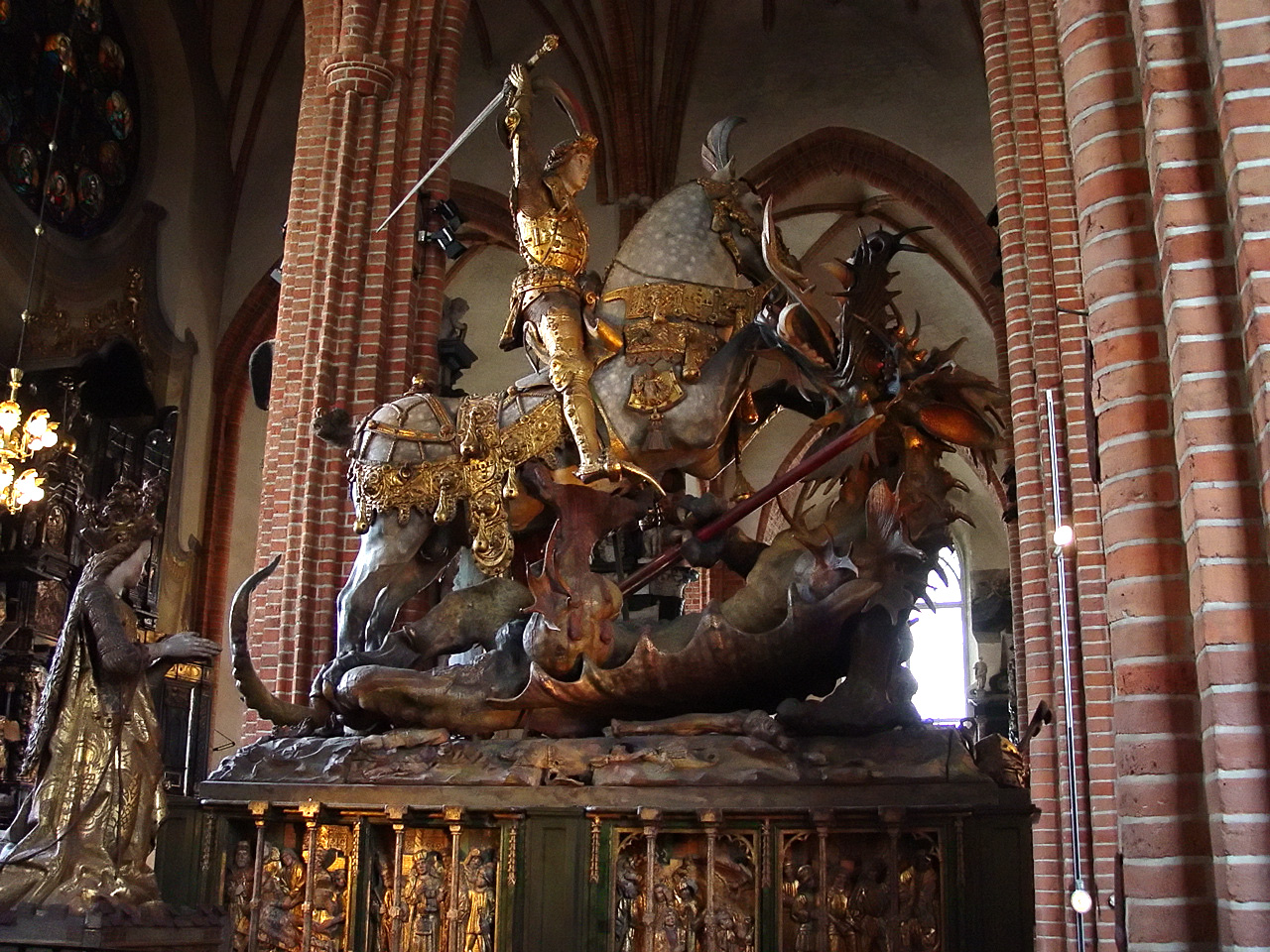
Sant Jordi i el Drac de Bernt Notke, a la catedral d'Estocolm per commemorar la batalla

La batalla de Brunkeberg va tenir lloc el 10 d'octubre de 1471 entre el regent suec Sten Sture el Vell i les forces liderades pel rei danès Cristià I.

## Antecedents
El maig de 1471, Sten Sture el Vell hi havia estat Lord Protector de Suècia pel Riksmöte a Arboga. Advocant per la secessió sueca de la Unió de Kalmar, Herr Sten com era conegut, havia tingut un gran suport. En concret els seus seguidors formaven part de la pagesia, a Estocolm i a la regió minera de Bergslagen. L'intercanvi comercial posterior de la regió amb ciutats alemanyes com Lübeck sovint va tenir conflictes amb la política exterior danesa de la Unió.
Posteriorment la batalla ha estat definida, per raons de propaganda, com a guerra nacional d'alliberament contra l'opressió danesa. En realitat, la majoria de combatents d'ambdós costats eren suecs i les arrels del conflicte eren principalment interessos econòmics i polítics.
En resposta a l'elecció de Sture, el rei Cristià va navegar a Suècia amb una força militar, amb la intenció de destronar el Lord Protector (riksföreståndare) de Suècia. Va amarrar els seus vaixells a Skeppsholmen a Estocolm, establint el seu campament a Brunkeberg, un turó proper al nord d'Estocolm (a l'època, Estocolm era només l'illa que conté la Ciutat Vella).

## Batalla
El dijous 10 octubre, Sten Sture i Nils Bossom Sture van dirigir les seves tropes del nord a l'àrea que actualment és Hötorget, a prop de Brunkeberg, l'enclavament d'on pren nom la batalla. El pla de batalla de Sten Sture era rodejar les tropes de Cristià; Sten atacaria des de l'oest, Nils des de l'est, i Knut Posse copejaria des del front de la ciutat.
En la batalla, el rei Cristià va ser ferit a la cara per foc de mosquet. Va perdre diverses dents i es va veure forçat a retirar-se de la batalla. El gir decisiu de la batalla a favor de Sture va succeir quan les tropes de Nils van sortir del bosc nord de la serralada, mentre les tropes de Posse van atacar des de la ciutat, pel flanc sud. Això va tallar l'accés d'un contingent de tropes daneses del monestir Klara al nord de la ciutat. Cristià va retirar les seves tropes cap a l'illa de Käpplingen (avui la península de Blasieholmen), tanmateix les tropes de Sten van destruir el pont improvisat que les tropes de Cristià havien construït, causant molts morts per ofegament. La batalla va acabar amb la victòria de Sten Sture.

## Conseqüències
La victòria de Sture sobre el rei danès Cristià li va suposar afirmar el seu poder com a regent de Suècia per a la resta de la seva vida. Segons la llegenda, Sture hi havia pregat a Sant Jordi abans de la batalla. Anys més tard, el 1489, Sten Sture va retre un tribut al sant amb l'encàrrec d'una estàtua eqüestre de mida natural de Sant Jordi i el Drac esculpit per l'artista de Lübeck, Bernt Notke, una escena al·legòrica de la victòria de Sture sobre Cristià.